# Johann von Hameln
Johann von Hameln (* vor 1386; † 29. September 1425 in Lübeck) war ein deutscher Kaufmann und Ratsherr der Hansestadt Lübeck.

## Leben
Johann von Hameln war als Kaufmann Mitglied der Lübecker Bergenfahrer und in der Zeit von 1386/87 bis 1421 in Boston, Lübeck und Sluis als Kaufmann nachweisbar. 1401 wurde er Ältermann der Bergenfahrer. Er hatte in der Wullenweber-Zeit dem Bürgerausschuss der 60er angehört. Dennoch war er nach Rückkehr des 1408 vertriebenen Alten Rates 1416 der erste Ratsherr, der nach altem Recht in den Rat erwählt wurde. Er vertrat die Stadt auf den Hansetagen im Herbst 1416 sowie im Mai 1422 und im Juli 1423. In Testamenten Lübecker Bürger wird er häufiger als Urkundszeuge und als Vormund aufgeführt.
Johann von Hameln bewohnte in Lübeck ein Haus in der Alfstraße.